# Johann Baptist Enderle

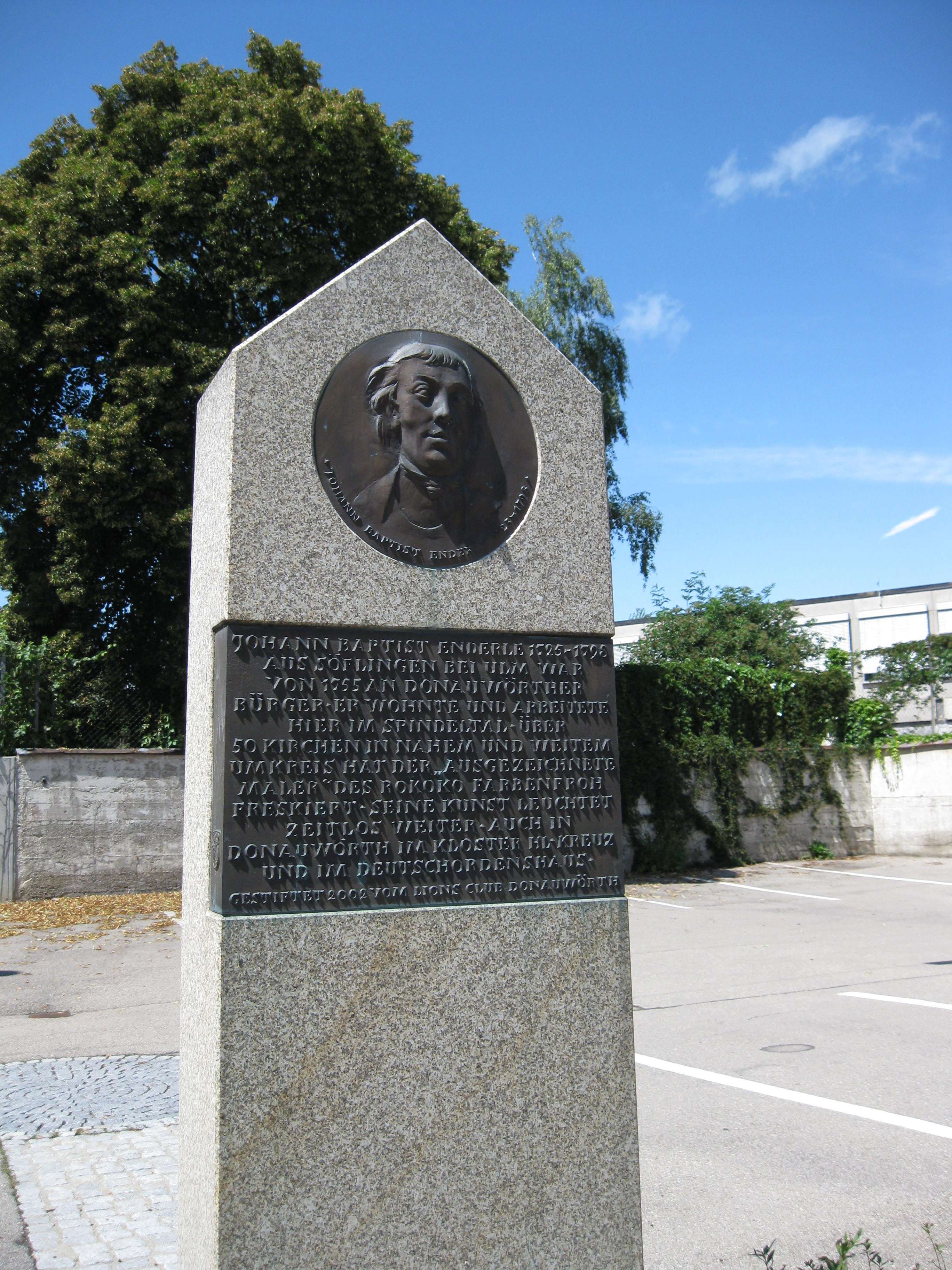
Enderle-Denkmal in Donauwörth

Johann Baptist Enderle (* 15. Juni 1725 in Söflingen (heute zu Ulm); † 15. Februar 1798 in Donauwörth) war ein deutscher Maler des Rokoko.

## Leben
Lehrmeister von Johann Baptist Enderle war sein Onkel, der Maler Anton Enderle aus Günzburg (1700–1761), der unter anderem um 1750 die Fresken für die Pfarrkirche St. Peter in Tapfheim geschaffen hat.
Durch die Heirat mit der Witwe des Malers Johann Benedikt Reismiller, Maria Theresia Reismiller, am 26. Mai 1755, kam Enderle nach Donauwörth und erwarb dort das Bürgerrecht. 1796 heiratete er zum zweiten Mal, und zwar Ursula Schiffelholz aus Wörnitzstein, das heute ein Ortsteil von Donauwörth ist. Zwei Jahre später starb er in Donauwörth.

## Werk

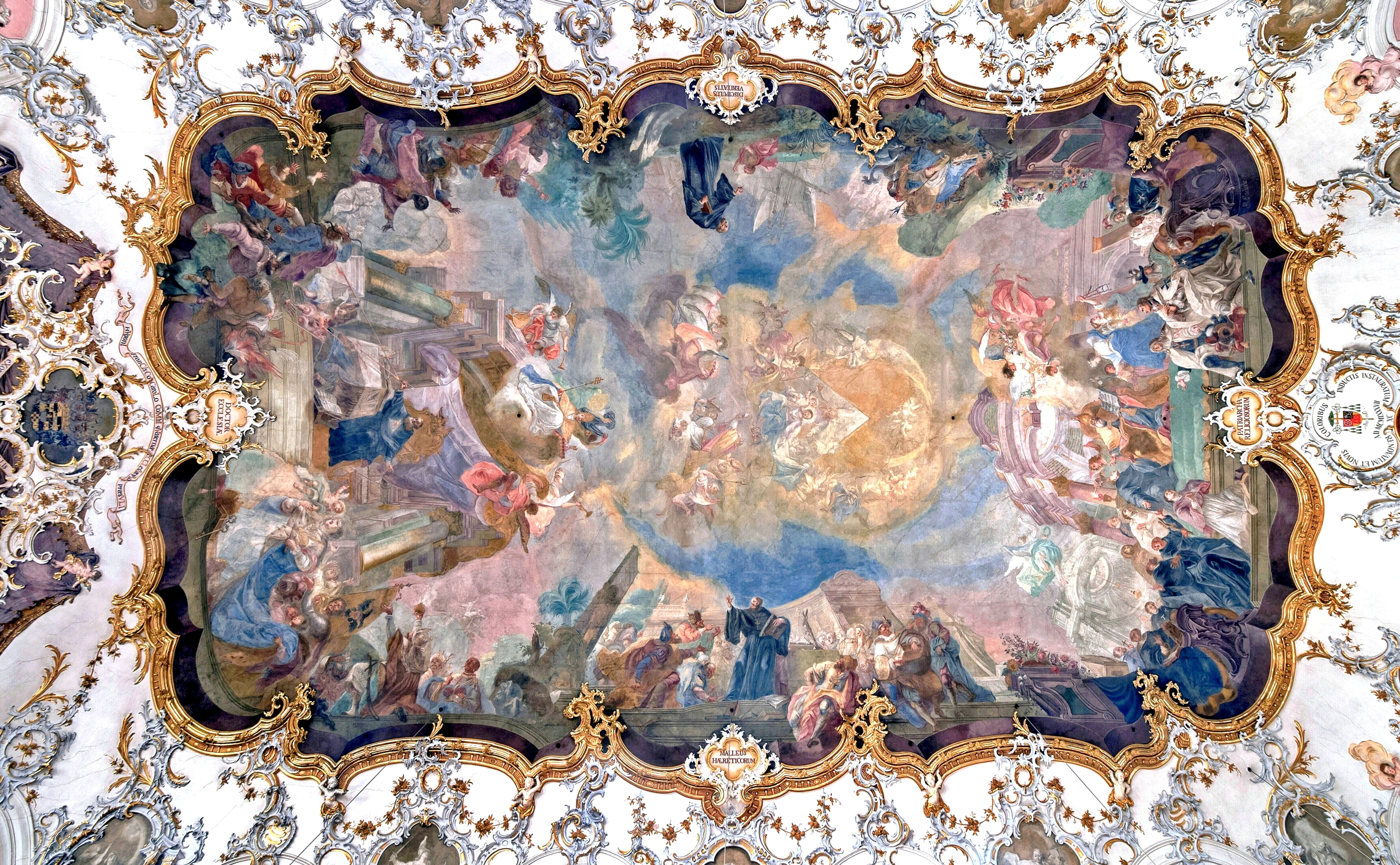
Deckengemälde in der Augustinerkirche (Mainz) mit Szenen aus dem Leben des Heiligen Augustinus

Enderle war bekannt durch die bei ihm immer wieder thematisierte christliche Weihnachtsgeschichte. Seine Darstellung war genreprägend, sein Einfluss auf spätere Darstellungen dieses Themas in Malerei und Krippenbau ist nachweisbar.
Sein künstlerisches Wirkungsfeld war die Rokokomalerei, mit der er die Innenräume der Kirchen durch farbenfrohe Freskobilder virtuos bereicherte und gestaltete. Das Kolorit seiner Arbeiten war fröhlich und von zarter Zurückhaltung, durch die er die Raumwirkung der Architektur kunstvoll unterstützte und steigerte. Zu seiner Zeit war er einer der meistbeschäftigten Künstler.
Zu seinem Frühwerk gehören die Deckenfresken in der Kirche St. Stephan in Kirchdorf, einem Stadtteil von Bad Wörishofen, (1753) und die Ausmalung der Pfarrkirche St. Peter und Paul zu Genderkingen (1755).
Zu seinen berühmtesten Arbeiten zählen der Engelsturz im Chor der Pfarrkirche St. Magnus von Unterrammingen bei Mindelheim in Schwaben, die Anbetung der Weisen in Oberrammingen, der Besuch Mariens bei Elisabeth und die Flucht nach Ägypten in Oberrammingen sowie die Rückkehr aus Ägypten in der Wallfahrtskirche Allerheiligen  bei Jettingen-Scheppach. Dem Themenkreis der Geschichten der Hl. Familie entstammen die Bilder von Josef, der Jesus das Schreiben lehrt, die Heilige Familie und Der zwölfjährige Jesus im Tempel, alle ebenfalls in der Kirche Allerheiligen. In der Hallenkirche St. Ignaz in Mainz schuf er von 1773 bis 1776 die Deckenfresken mit Szenen aus dem Leben des Namenspatrons der Kirche, des hl. Ignatius. Eines seiner späten Werke war das Deckenfresko in der Lauinger Augustinerkirche.
Zahlreiche  Arbeiten schuf er auch in Südwestdeutschland, so malte er zum Beispiel 1757 das Altarbild in der Antoniuskapelle der Klosterkirche St. Luzen in Hechingen oder Deckenfresken im Augustinerkloster in Oberndorf am Neckar.